# عباس‌آباد (ملکان)
عباس‌آباد یکی از روستاهای استان آذربایجان شرقی است که در دهستان گاودول مرکزی بخش مرکزی شهرستان ملکان واقع شده‌است.